# 石河子军垦旧址
石河子军垦旧址是反映中华人民共和国成立以来边疆治理成就的文物保护单位之一。旧址位于新疆生产建设兵团第八师石河子市，由1952年修建的中国人民解放军第二十二兵团机关办公楼旧址（新疆生产建设兵团军垦博物馆）和石河子新城兵团小礼堂（石河子市人民电影院），以及1951年修建陶峙岳、张仲瀚办公居住旧址三处建筑组成。
2019年10月，石河子军垦旧址被列入为第八批全国重点文物保护单位。2021年4月，被列入《新疆生产建设兵团革命文物名录》。2023年9月入选《中国20世纪建筑遗产名录》。

## 旧址建筑
石河子军垦旧址由三处建筑构成，分别是中国人民解放军第二十二兵团机关办公楼旧址（新疆兵团军垦博物馆）；石河子新城兵团小礼堂（人民电影院）；陶峙岳、张仲瀚办公居住旧址。

### 第二十二兵团机关办公楼旧址（新疆生产建设兵团军垦博物馆）

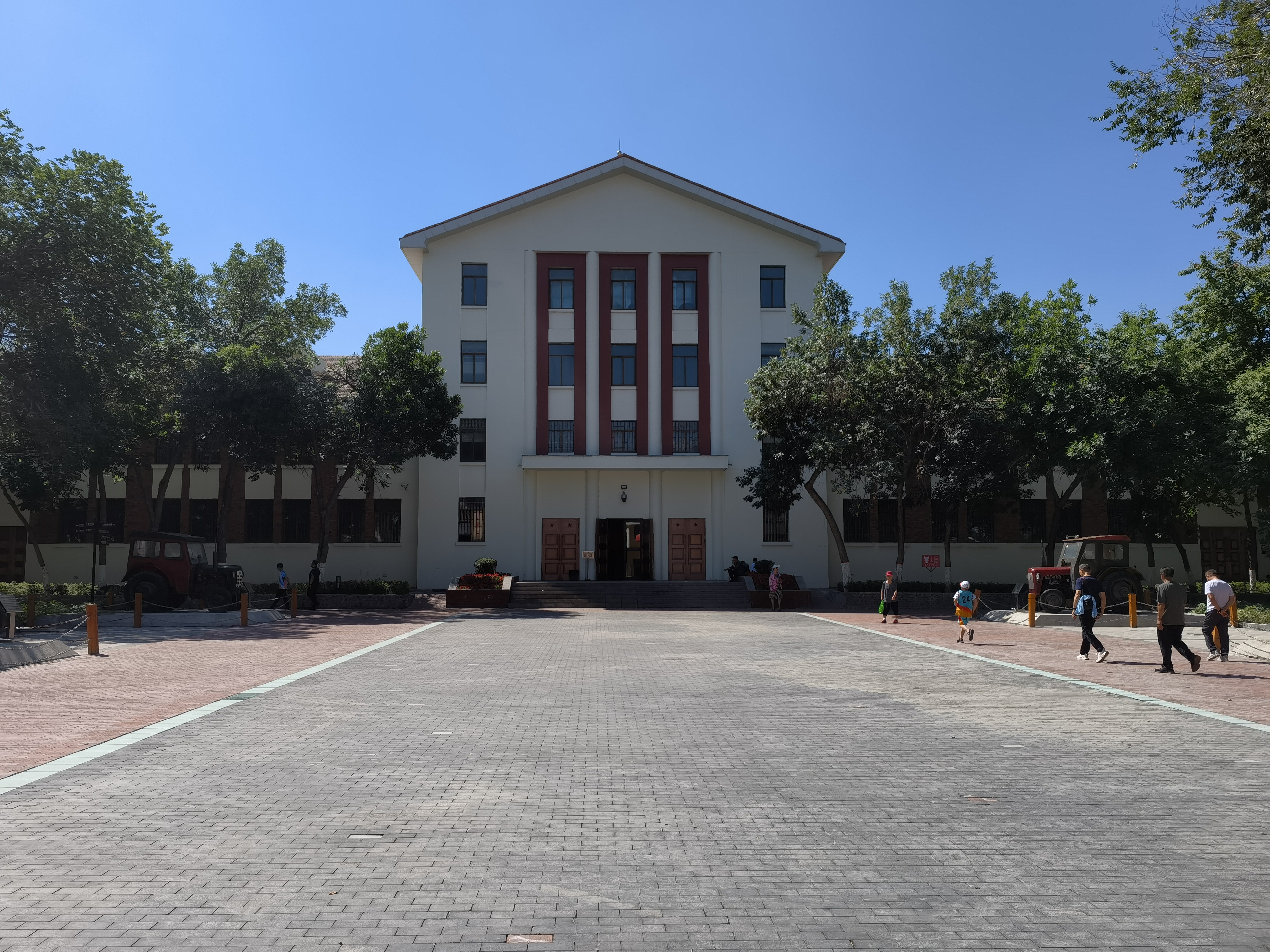
第二十二兵团机关办公楼旧址北侧

#### 历史沿革
第二十二兵团机关办公楼，即石河子第一办公大楼，由上海联合顾问建筑工程事务所工程师赵琛设计，最初设计为高近23米的七层主楼，后经王震提以后改为四层。办公楼于1952年5月动工，由兵团建城工程处工程大队负责施工修建。1952年9月底，大楼在门窗未安装的情况下，拆除外架，在阳台搭建起观礼台。10月1日，第二十二兵团机关办公楼竣工并举办竣工典礼。办公楼是1950年代初期，军垦战士就地取材，依靠自己建成的首栋楼房，也是石河子最早建成的楼房，故被称为“军垦第一楼”。
此后该建筑作为中国人民解放军第二十二兵团机关办公楼、新疆生产建设兵团第八师石河子市党委办公楼。2004年10月，经过石河子中元工程设计咨询有限公司的设计、改建后，作为新疆兵团军垦博物馆使用。改建基本保留建筑原貌，部分内部结构有所改变。2010年，建筑经历第二次改扩建工程。

#### 建筑信息
第二十二兵团机关办公楼旧址位于石河子市市中心，门前有广场，两侧种有松树、榆树、白蜡等树木。南侧为军垦文化广场（原游憩广场），北侧为石河子新城兵团小礼堂。
是坐北朝南的仿苏式建筑，建筑原为砌体结构，后部分建筑结构改为框架结构。建筑平面呈东西长110米，南北宽46米的长方形。旧址占地面积近4830平方米，建筑面积超过9700平方米。建筑主楼有四层，高12米，两侧附楼为两层建筑。主楼以悬山顶为屋顶，上布有红色波形板瓦。楼顶有上凸的通气口。外墙部分涂有砖红色涂料。建筑正面大门前有四根圆形立柱，北侧有两个作为安全出口的大门，东西两侧同样有侧门。

### 石河子新城兵团小礼堂（人民电影院）

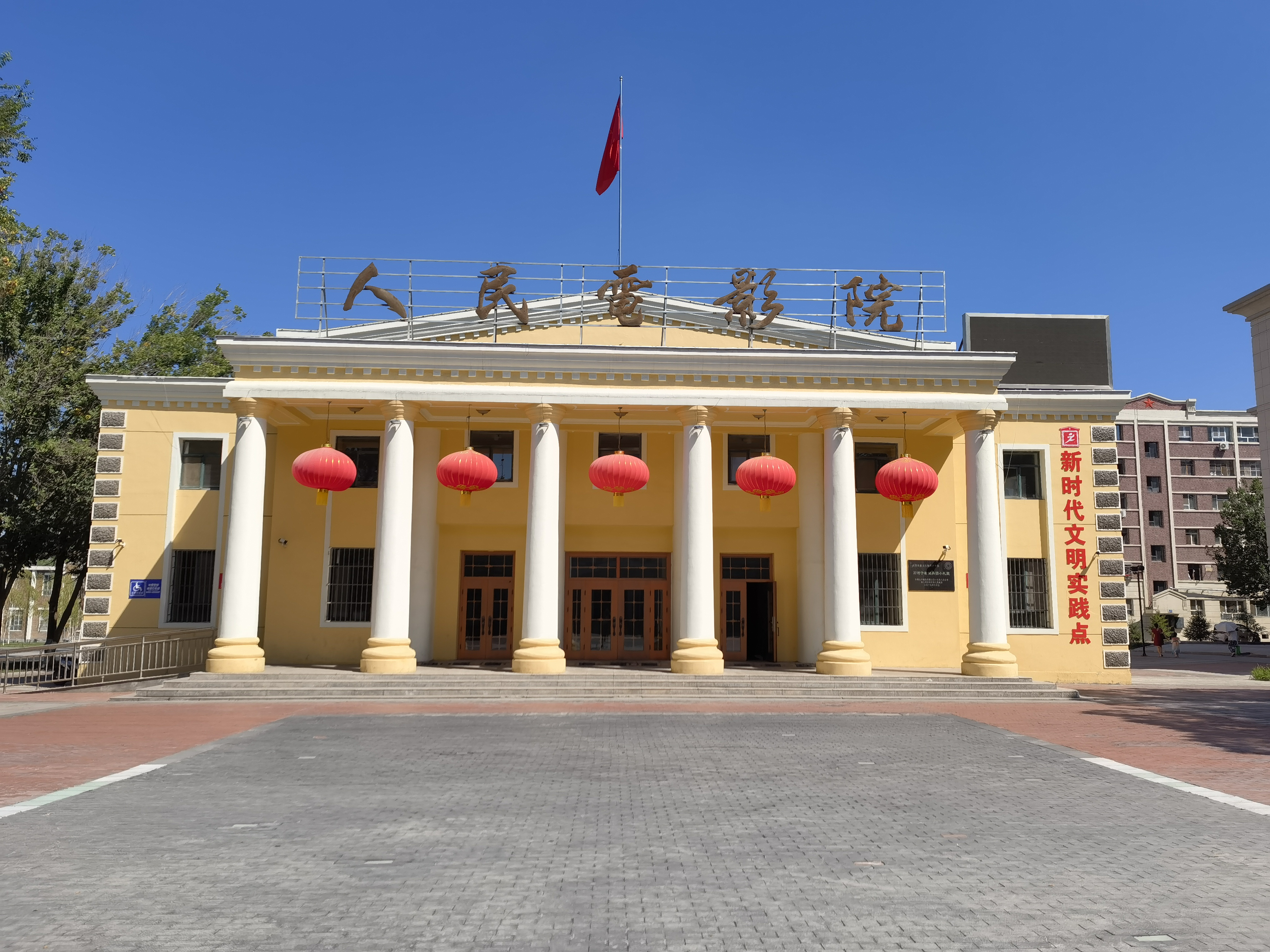
石河子新城兵团小礼堂

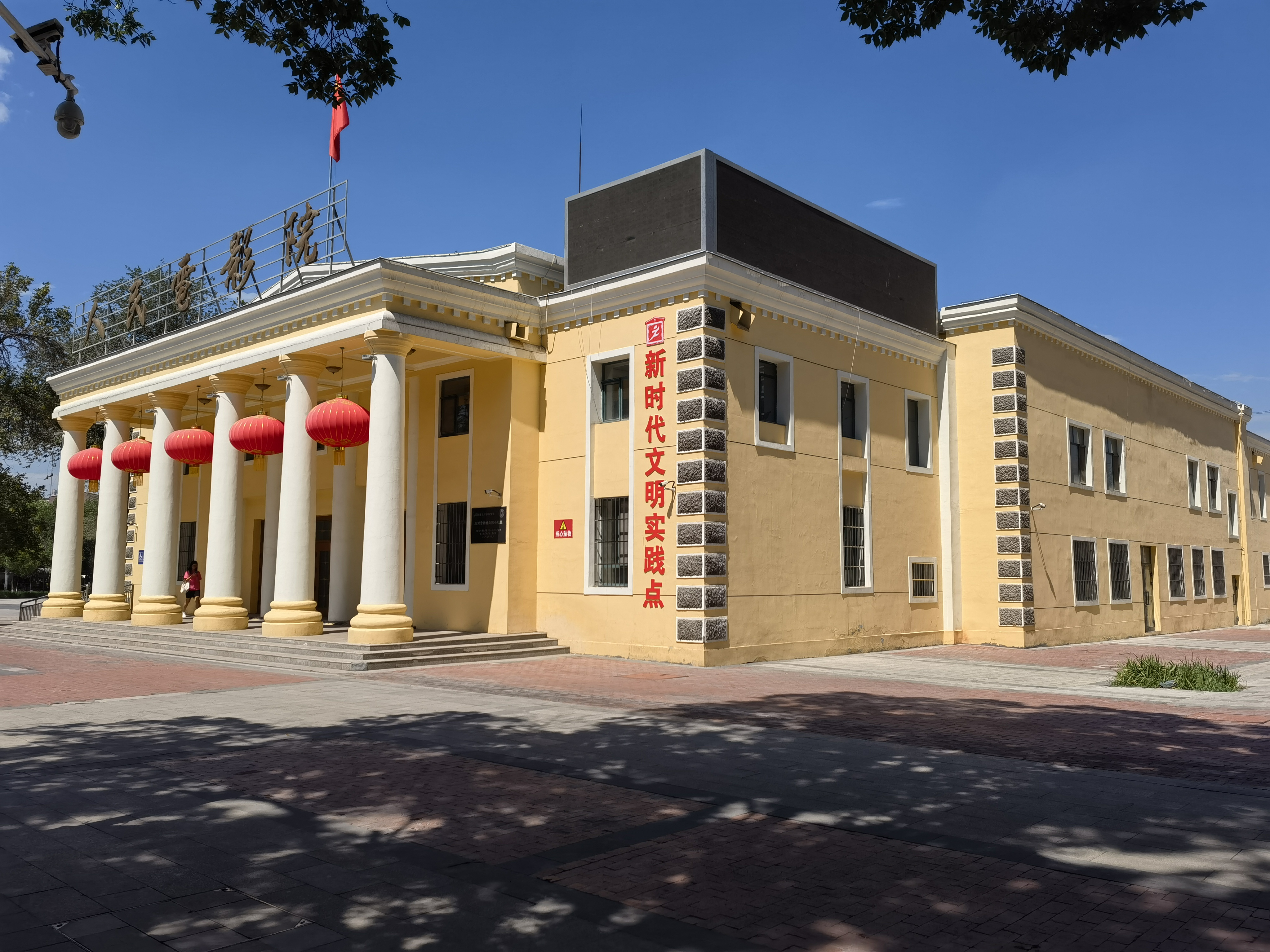
石河子新城兵团小礼堂东侧和正面

#### 历史沿革
石河子新城兵团小礼堂是石河子建城初期的大型活动场所。礼堂由兵团建城工程处工程大队修建，始建于1952年。于“9·25”起义三周年时落成并投入使用。礼堂建成后，曾作为接待越南社会主义共和国主席胡志明访问的场所；中国人民志愿军归国代表团访问石河子市时，中国人民解放军第二十二兵团领导在此向代表团介绍石河子新城建设情况。1975年，礼堂改名为石河子市人民电影院。1990年代后期，电影院开始出现亏损，加之混乱的管理，最终电影院被迫关停。之后建筑曾作为舞厅、商店、饭店等使用。2010年代，由八师石河子市党委投资，新疆文物古迹保护中心对石河子新城兵团小礼堂进行复原，作为八师石河子市歌舞剧院、博物馆的临时展厅、学术报告厅使用。

#### 建筑信息
石河子新城兵团小礼堂（人民电影院）周围有榆树等植被，南侧为新疆兵团军垦博物馆，北侧有广场。礼堂（电影院）主体基本完整，是砖木结构仿苏式建筑。建筑平面呈“工”字形，建筑面积1762平方米。建筑房顶以硬山顶和平顶结合，铺有油毡。建筑门廊有六根罗马柱。建筑外墙为黄色。建筑进厅2层，厅内有1000个座位。门厅内壁有新疆生产建设兵团领导人张仲瀚设计的棉花、玉米、麦穗、葡萄浮雕。舞台上方本有“9·25”起义的图案，但在文化大革命时期被毁。

### 陶峙岳、张仲瀚办公居住旧址

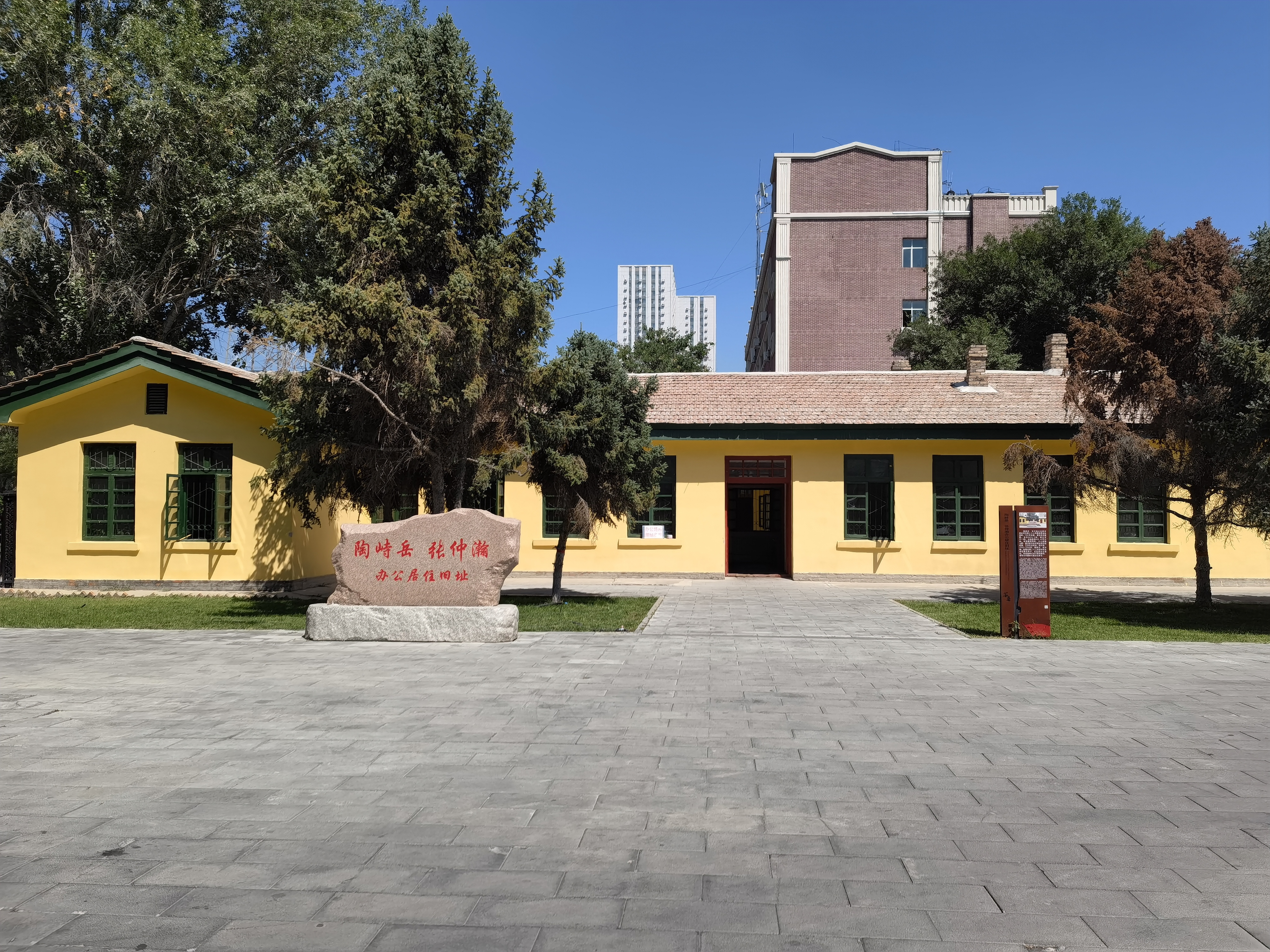
陶峙岳、张仲瀚办公居住旧址

#### 历史沿革
陶峙岳、张仲瀚办公居住旧址，即原二十二兵团领导创业旧址，石河子市民习惯称其为“陶公馆”。建筑修建于1951年，原有两栋建筑，其中一栋于文化大革命时期被毁。1951年到1954年，这里是石河子新城建设和兵团屯垦戍边事业的指挥中心。原中国人民解放军二十二兵团领导陶峙岳、张仲瀚、陶晋初、王根僧、陈德发等人先后在此居住和办公。
1992年曾对旧址维修复原。1995年到2004年，旧址作为石河子军垦博物馆（新疆生产建设兵团军垦博物馆的前身）所在地。2006年5月，这里作为中国人民解放军原第二十二兵团领导创业旧址纪念馆开馆，屋内陈列有硅胶人物像、生活用品、照片、文字板等。

#### 建筑信息
陶峙岳、张仲瀚办公居住旧址与第二十二兵团机关办公楼旧址（新疆生产建设兵团军垦博物馆）、石河子新城兵团小礼堂（人民电影院）位于同一中轴线上。院内种植有松树、杨树、杏树、芍药等植被。旧址平面呈西北缺一角的“口”字形，属仿苏式建筑的砖木结构平房，东西长26米有余，南北长近30米，占地面积超过490平方米。建筑坐北朝南，其房顶为悬山顶，红色波形板瓦布于其上。外墙体为黄色，门为红色木质门，窗框为绿色木质窗框。原建筑的木条、芦苇组装的房顶被拆除。
建筑有18间大小房屋，“口”字形内圈为走廊，原铺有木地板，现铺设方砖。外圈是相连的房间，内铺红色木质地板。房屋内部墙体为白色，顶角线有白色石膏装饰。大门朝南开，另有朝南开和朝北开的两个后门。大门西侧有会议室和卧室各一间，后向北延伸出卧室两间。大门东侧为并排的两间卧室，后向北延伸出四间卧室，再向西延伸出两间卧室和小厕所。院内原有的厨房、车库、水井已毁弃。

## 保护级别
1992年，第二十二兵团机关办公楼旧址以“原第二十二兵团办公楼”之名义；陶峙岳、张仲瀚办公居住旧址以“陶峙岳和张仲瀚等原兵团领导的办公室及居住旧址”之名义被确定为石河子市文物保护点。2008年，石河子新城兵团小礼堂被列为石河子市文物保护单位。2016年，第二十二兵团机关办公楼旧址以“第八师石河子市中国人民解放军二十二兵团机关办公楼旧址”；陶峙岳、张仲瀚办公居住旧址以“第八师石河子市陶峙岳、张仲瀚办公居住旧址”被列为《新疆生产建设兵团文物保护单位名单》。2017年，石河子新城兵团小礼堂被列为兵团级文物保护单位。
2019年10月，中华人民共和国国务院公布《第八批全国重点文物保护单位名单》，石河子军垦旧址作为近现代重要史迹及代表性建筑被列入名单。2021年4月，石河子军垦旧址被列为首批《新疆生产建设兵团革命文物名录》不可移动革命文物。2023年9月，新疆石河子军垦旧址入选第八批《中国20世纪建筑遗产名录》。